# VOICE (スターダストレビューのアルバム)
『VOICE』（ヴォイス）はスターダストレビュー4枚目のオリジナル・アルバム。1986年4月10日に発売された。

## 解説
『THANK YOU』以来1年ぶりとなるオリジナル・アルバム。
先行シングル「6月のジングル・ベル」、本作発売後にシングルカットされ、「夢伝説」と並ぶ人気を博している楽曲「今夜だけきっと」を含む全10曲。

## 収録曲
全編曲：スターダストレビュー　
1. 街まで50マイル -My Old Friend-
  - 作詞：根本要/手島昭　作曲：根本要/三谷泰弘
2. Baby, It's You
  - 作詞：根本要/林紀勝　作曲：三谷泰弘
3. Be-Bop Doo Wop
  - 作詞・作曲：三谷泰弘
4. After-Glow
  - 作詞・作曲・メインボーカル：三谷泰弘
5. 今夜だけきっと
  - 作詞・根本要/手島昭　作曲：根本要
6. 危険なJealous Night
  - 作詞：根本要/林紀勝　作曲：根本要
7. さよならの足音
  - 作詞・メインボーカル：林紀勝　作曲：三谷泰弘
8. 6月のジングル・ベル
  - 作詞：篠原仁志　作曲：三谷泰弘
9. You And I
  - 作詞・作曲・メインボーカル：三谷泰弘
10. 1%の物語
  - 作詞：根本要/手島昭　作曲：根本要
11. 今夜だけきっと（LIVE VERSION:1988年2月26日）
  - 2002年以降再発盤のみ収録のボーナス・トラック